# Хуан Себастьян Елькано
Хуа́н Себастья́н Елька́но (ісп. Juan Sebastián Elcano, баск. Juan Sebastian Elkano; 1486, Гетарія — 4 серпня 1526, Тихий океан) — баскійський мореплавець, що здійснив першу навколосвітню подорож: як друга людина в команді Фернана Магеллана, Елькано перейняв керівництво його експедицією, коли той загинув на Філіппінах.

## Біографія
Його батьками були Домінґо Сабастьян Елькано I та Каталіна дель Пуерто, мав трьох братів: Домінґо Елькано II (був католицьким священником), Мартіна Переса та Антона Мартіна. 1509 року був учасником іспанської експедиції кардинала Франсіска Хіменеса де Сіснероса проти алжирців. Згодом оселився в Севільї і став капітаном торговельного судна. Віддав судно генуезьким банкірам, аби сплатити борг, чим порушив іспанське право. Король Іспанії Карл V замінив покарання на участь в експедиції Фернана Маґеллана до Східної Індії, що стала першою навколосвітньою подорожжю.
Спершу був капітаном корабля «Консепсьйон». Попри участь у придушеному бунті в Патагонії, Магеллан пощадив його. Елькано провів п'ять місяців у кайданах, його звільнили після смерті Магеллана, аби він очолив рештки експедиції — судно «Вікторія». 18 березня 1522 року відкрив острів Амстердам на півдні Індійського океану. 6 вересня 1522 року прибув до Санлукар-де-Баррамеди разом із 18-ма членами екіпажу.
1525 року був учасником експедиції Лоаїси, під час якої разом із самим Лоаїсою керував шістьма кораблями на шляху до Індокитаю. Обоє загинули в Тихому океані 1526 року.